# Baum der Sibyllen (Étampes)

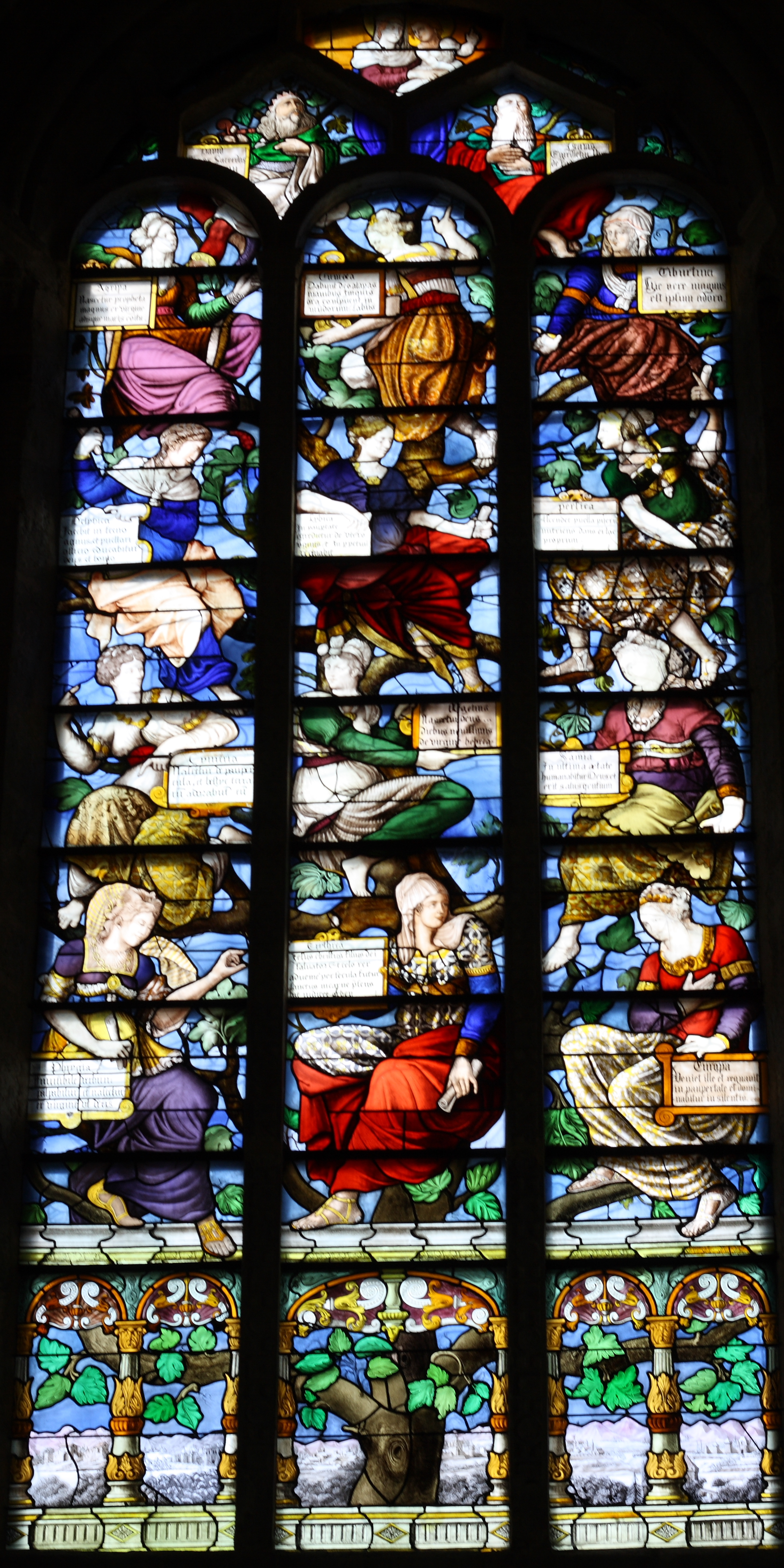
Fenster Baum der Sibyllen in Étampes

Als Baum der Sibyllen wird ein Fenster bezeichnet, das sich in der Kirche Notre-Dame-du-Fort in Étampes, einer Stadt im Département Essonne in der Region Île-de-France, befindet. Das Bleiglasfenster entstand um 1550/60 und ist seit 1840 in die Liste der Kulturdenkmäler als Monument historique aufgenommen.

## Beschreibung
Im ausgehenden Mittelalter und in der Renaissance findet man in der Kunst analog zur Darstellung der Wurzel Jesse, in anderen Sprachen auch als Baum Jesse bezeichnet, den Baum der Sibyllen.
Ausgehend von einem Stamm ganz unten in der mittleren Lanzette werden die zwölf Sibyllen dargestellt, die Äste dieses Stammes sein sollen. Über den Sibyllen ist als Abschluss links König David und rechts Jesaja dargestellt, über denen sich als Krönung Maria mit Kind befindet.

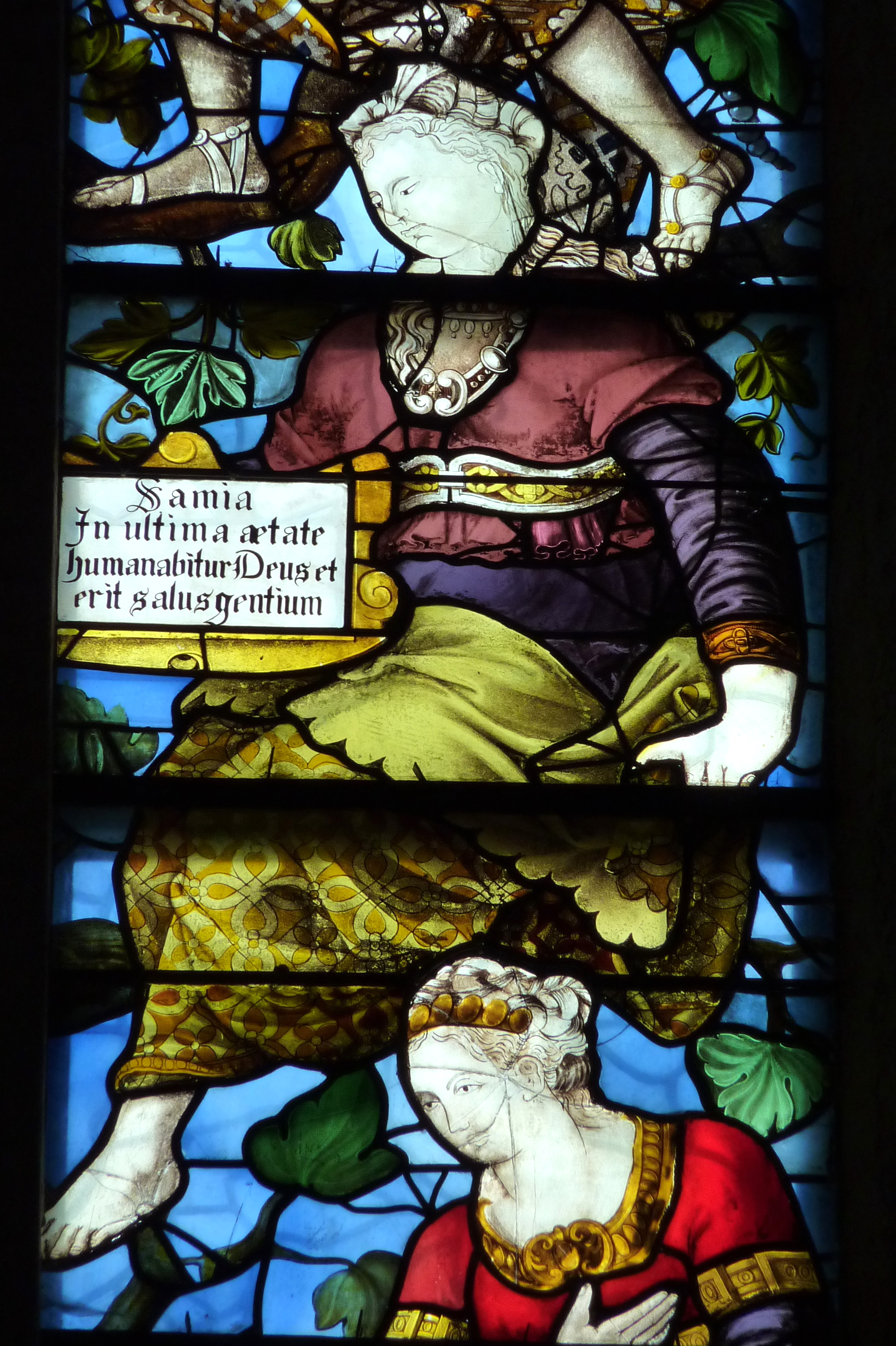
Samische Sibylle
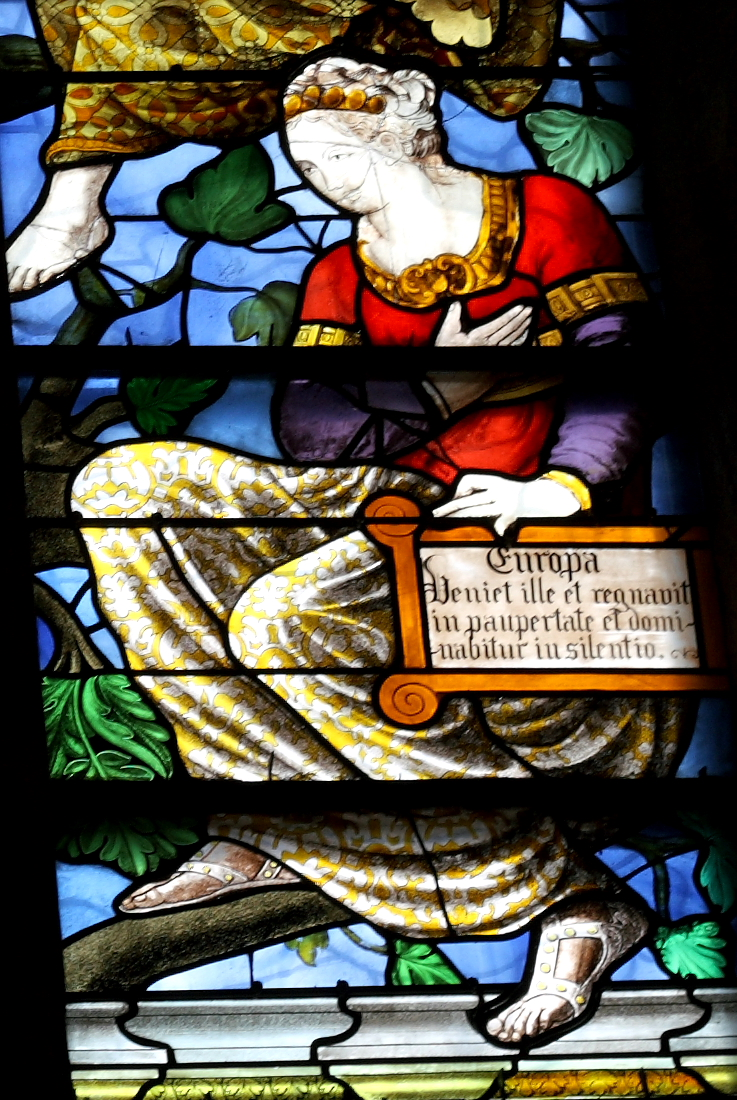
Europäische Sibylle
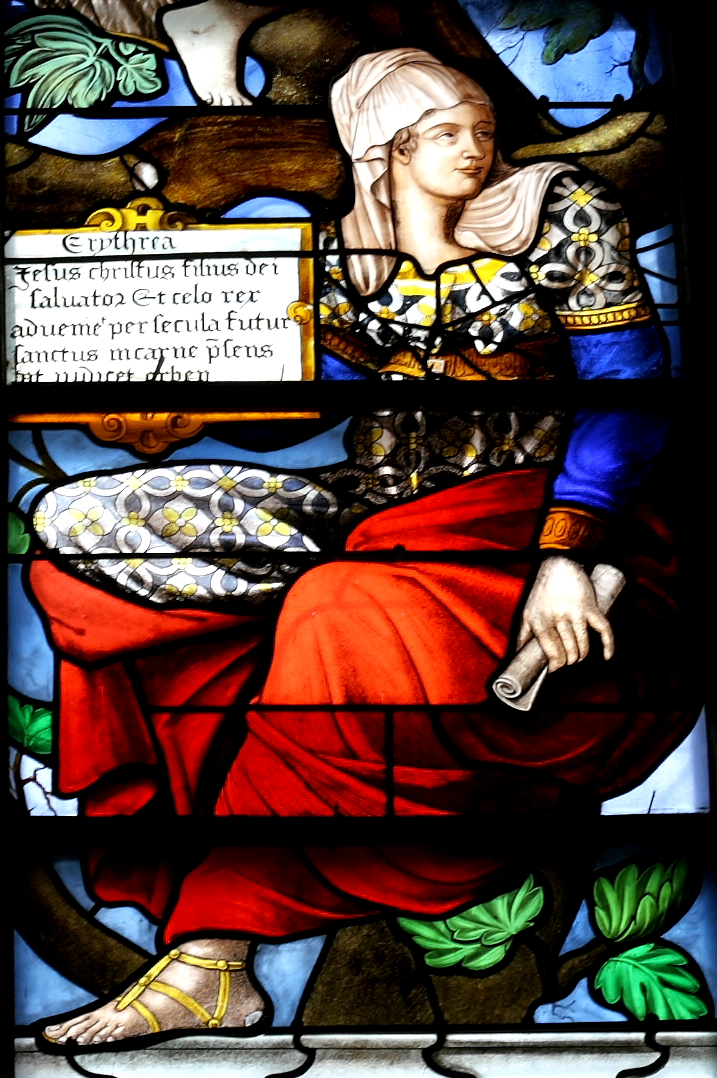
Sibylle von Erythrai
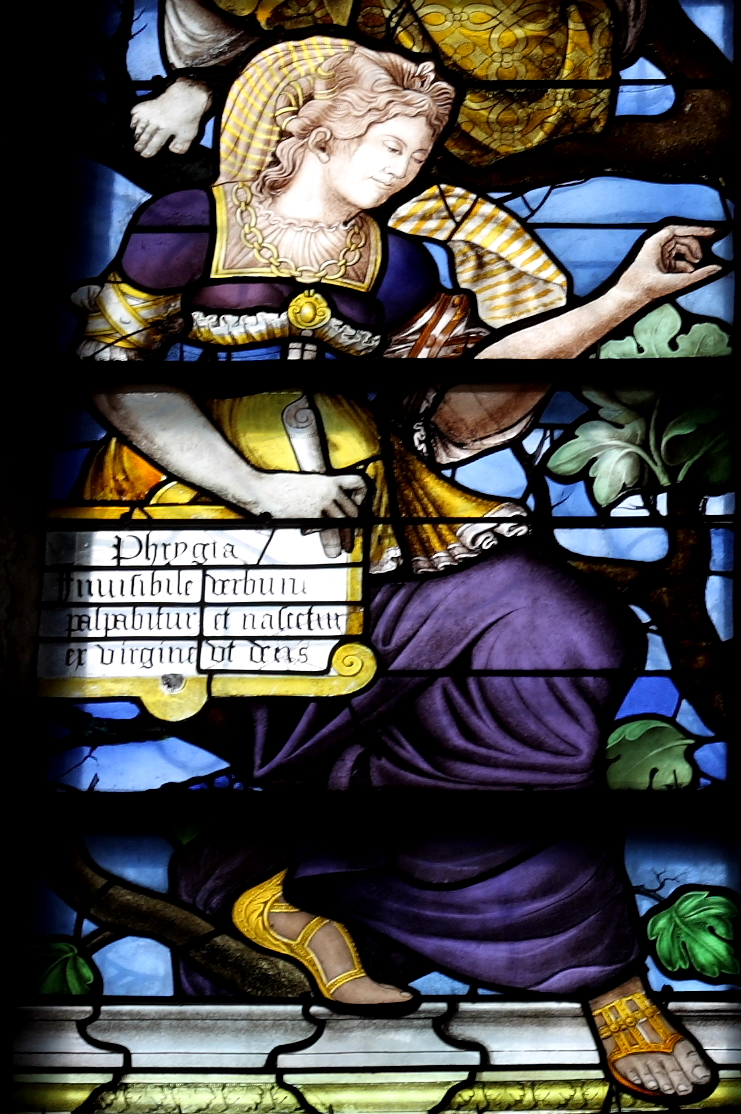
Phrygische Sibylle